# Федерация плавания Узбекистана
Федерация плавания Узбекистана — негосударственная некоммерческая организация, объединяющая на добровольной основе спортсменов, тренеров, любителей, ветеранов водных видов спорта и любых физических лиц, осуществляющих свою деятельность в области плавания, синхронного плавания, прыжков в воду, водного поло и плавания на открытой воде.
Федерация плавания Узбекистана является членом Азиатской Федерации плавания (AASF) и Международной Федерации плавания (FINA).

## История
В 1939 году в Узбекистане была создана федерация плавания Узбекской ССР. В 1960-х годах в Ташкенте (при Институте физической культуры, в спортивном обществе «Мехнат», которая курировалась Армейским спортивным клубом), в Навоийской области и других регионах были построены и введены в эксплуатацию крытый и открытый бассейны. Вскоре такие спортсмены страны, как Бабанина, Устинова, Искандарова, Конов и Заболотнов добились успехов на различных соревнования, а также участвовали на Олимпийских играх.
В настоящее время в стране насчитывается более 200 бассейнов. В 1992 году была сформирована новая федерация плавания, но через некоторое время она была реорганизована, и под её юрисдикцию попали 4 вида водного спорта. К ним относятся плавание, водное поло, синхронное плавание и дайвинг.
Федерация создана на основе международной практики по подготовке квалифицированных и продвинутых спортсменов по водным видам спорта на основе примера Международной федерации плавания (FINA).

## Сборные команды Узбекистана
- Плавание
- Синхронное плавание
- Прыжки в воду
- Водное поло